# Stelio Darin
Stelio Darin (Venezia, 30 dicembre 1926 – Siracusa, 3 settembre 1997) è stato un calciatore italiano, di ruolo centravanti.

## Carriera
Centravanti, giocò per quattro stagioni in Serie A con Udinese e Milan. Ambidestro, possente fisicamente, buon colpitore di testa, cresciuto nella Mestrina - squadra della sua città - approdò all'Udinese allenata da Aldo Olivieri nel campionato di Serie B 1949-1950. Forte dei gol di Darin, la squadra friulana conquistò la serie A in compagnia del Napoli. Nella stagione 1952-1953 realizzò una tripletta nella vittoria per 5-4 contro il Milan, affermandosi come giocatore di interesse nazionale.
Toni Busini, dirigente rossonero sotto la presidenza Rizzoli, lo strappò alla Triestina di Nereo Rocco che lo voleva acquistare pensando a lui come l'attaccante ideale per affiancare Nordhal nel Milan del GreNoLi. Interruppe quel periodo un grave incidente durante la partita Triestina-Milan: un intervento del terzino Trevisan procurò a Darin la rottura del menisco. I tempi di recupero furono lunghi: fu chiamato persino il mago di Como per curare il suo ginocchio. Durante quel periodo gli fu molto vicino Nereo Rocco che, divenuto allenatore del Padova, sperava in un suo rapido recupero per poterlo avere finalmente in una sua squadra. Solo dopo lunghi mesi, passati ad allenarsi in montagna, Darin poté fare ritorno a Milano. Impaziente di tornare a giocare, accettò un'offerta del Taranto dove si trasferì a titolo di prestito. Dopo due campionati felici Perazzolo, il tecnico del Taranto, se lo portò a Siracusa, dove dopo aver fatto da maestro a tanti giovani concluse la sua carriera a 32 anni.
Stelio Darin morì a Siracusa il 3 settembre 1997.